# Марчево
Ма̀рчево е село в Югозападна България. То се намира в община Гърмен, област Благоевград.

## География
Село Марчево се намира в планински район, в полите на Родопите. До селото минава Канина река, която се влива в река Места.
Марчево черпи вода от Огняновските минерални бани. Водата бликаща оттам е бистра, без миризма, с температура от 39 до 43 градуса. Помага при лечението на гинекологични заболявания, заболявания на нервната система, бъбреците и опорно-двигателния апарат.

## История
В края на XIX и началото на XX век Марчево е изцяло българско село в Неврокопска каза. През 1908-1909 година селото има 46 български къщи с население 200 души. Според статистиката на Васил Кънчов („Македония. Етнография и статистика“) населението на Марчовъ Чифликъ брои 280 души, всички българи.
В 1908 година започва да се строи църквата „Рождество Богородично“ върху основите на по-стара църква.
В рапорт до Иларион Неврокопски от 1909 година пише за селото:
| „ | С. Марково-Чифлик... Има 46 къщи с 200 души българи. Разположено е вляво на р. Канина. Хората са трудолюбиви и се занимават със земеделие и скотовъдство. Повечето са земеделци и дюлгери. Имат добри овоща. На повечето нивите са близо до Фотовища. Къщите са частна собственост. Църква още нямат. Вземат поп от друг град. Готвят се да градят църква. Училището е масивно здание, което е било хан. | “ |

## Население

### Етнически състав
Преброяване на населението през 2011 г.
Численост и дял на етническите групи според преброяването на населението през 2011 г.:
|                     | Численост |
| Общо                | 149       |
| Българи             | 136       |
| Турци               | -         |
| Цигани              | -         |
| Други               | -         |
| Не се самоопределят | -         |
| Неотговорили        | 13        |

## Културни и природни забележителности
Изключително ценен исторически паметник представляват руините на римския град Никополис ад Нестум (IV век), намиращи се на 5 минути път с кола от селото.

## Редовни събития
В близост до село Марчево има голямо циганско малцинство (води се в село Гърмен), което всяка година отбелязва „Международния ден на ромите“ на 8 април. По традиция в квартал „Кремиковци“ се вдигат големи тържества и се провежда конкурс за красота „Мис чай шукарие“.

## Други
Открит е социален център в село Марчево в началото на февруари 2008 година. Социалният дом за малтретитани деца и възрастни в селото се намира в сградата на закритото основно училище „Иван Марчев“.

## Личности
Родени в Марчево
- Иван Марчев (1907 – 1938), деец на БКП и ВМРО (обединена)